# Pitcairn-szigetek
A Pitcairn-szigetek az Egyesült Királyság egyik tengerentúli területe.

## Fekvése
Új-Zéland és Panama között félúton, Polinézia keleti végén elhelyezkedő, a Csendes-óceán víztükre fölé magasodó, négy apró szigetből álló szigetcsoport.

## Éghajlata
| Hónap                              | Jan. | Feb. | Már. | Ápr. | Máj. | Jún. | Júl. | Aug. | Szep. | Okt. | Nov. | Dec. | Év   |
| ---------------------------------- | ---- | ---- | ---- | ---- | ---- | ---- | ---- | ---- | ----- | ---- | ---- | ---- | ---- |
| Rekord max. hőmérséklet (°C)       | 31,2 | 32,4 | 33,3 | 30,7 | 29,1 | 31,3 | 26,7 | 26,7 | 25,5  | 27,8 | 27,6 | 29,3 | 33,3 |
| Átlagos max. hőmérséklet (°C)      | 25,7 | 26,2 | 26,1 | 24,6 | 22,9 | 21,7 | 20,8 | 20,6 | 21,0  | 21,8 | 22,9 | 24,2 | 23,2 |
| Átlagos min. hőmérséklet (°C)      | 21,0 | 21,4 | 21,5 | 20,3 | 18,9 | 17,8 | 16,9 | 16,5 | 16,6  | 17,4 | 18,6 | 19,8 | 18,9 |
| Rekord min. hőmérséklet (°C)       | 16,9 | 18,0 | 12,8 | 15,0 | 14,2 | 11,7 | 11,4 | 11,6 | 10,0  | 10,2 | 13,0 | 13,5 | 10,0 |
| Átl. csapadékmennyiség (mm)        | 97   | 133  | 108  | 115  | 112  | 153  | 139  | 132  | 135   | 143  | 120  | 158  | 1543 |
| Forrás: NOAA; KNMI (precipitation) |      |      |      |      |      |      |      |      |       |      |      |      |      |

## Szigetei
- Pitcairn-sziget
- Oeno-atoll és a hozzá tartozó Sandy-atoll
- Henderson-sziget
- Ducie-atoll

A fő sziget vulkanikus eredetű, a további három pedig korall-atoll.
A szigetcsoport egyetlen lakott szigete a Pitcairn-sziget, amely a világ legkisebb népességű önálló közigazgatással rendelkező területe. A szigeten a pitcairni nyelvet beszélik, ami az angol és a tahiti nyelv egyfajta keveréke.

## Története
A Baktérítőtől néhány kilométerre délre található, trópusi éghajlatú szigetet 1767-ben egy angol hajós, Philip Carteret fedezte fel.
A sziget első telepesei a Bounty fellázadt tengerészei és a Tahitiról magukkal hozott polinéziai őslakosok voltak, akik 1790-ben érkeztek a szigetre, összesen 27-en (a 9 angol lázadó, 12 tahiti nő és 6 tahiti férfi). Henry Adams, más források szerint John Adams, a lázadó hajó utolsó életben maradt tagja békés, földművelő közösséget szervezett a szigeten. A sziget lakóit az angol nyelvre tanította, olvasási alapnak pedig az egyik hajóstiszt ládájában talált King James kiadású angol nyelvű Bibliát használták. Jogrendjüket a Bibliából kiolvasott elvek alapján próbálták berendezni.
Az angol-tahiti keveréknyelvben a középkori angol nyelv sajátosságai még ma is fellelhetőek, melyeket a középkori bibliakiadásból örökítettek át. A szigetek címere láthatóan tartalmazza a földműveléskor is használt talicska motívumot, a virágot és a horgony felett egy Bibliát. A szigetek a külvilág számára 1808-ig ismeretlenek voltak, mivel a térképek rossz helyen jelezték, de akkor egy hajó újból felfedezte.
1838-ban Nagy-Britannia annektálta. 1856-ban a szigetnek már 194 lakója volt, amely túl soknak bizonyult, ezért a lakosok egy részét a Norfolk-szigetre telepítették, amely 1913 óta ausztrál szövetségi fennhatóság alatt van. 1902-ben Pitcairnhez csatolták az összesen 38 km² összterületű Henderson, Ducie és Oeno szigeteket.
1952-től Fidzsi-szigetek és Tonga fennhatósága alá tartozott, de 1970-ben e szigetcsoportok függetlenné váltak, míg Pitcairn az új-zélandi brit főbiztos felügyelete alá került.

### 2004-es botrány
A mini szigetállam 2004 októberében került újra a figyelem középpontjába, amikor kiderült, hogy a szigeten valószínűleg pedofília kísérlete történt. A rendőrségi vizsgálatok szerint az eset többször is előfordulhatott. A kiszálló új-zélandi rendőrség 4 személyt (a 15 fő munkaképes férfilakosság több mint egynegyedét) – köztük a helyi kormányzót is – előzetes letartóztatásba helyezte.
Az angol bírák október 29-én a Pitcairn-szigeten megtartott tárgyaláson viszonylag enyhe ítéletet hoztak. A sziget közösségének vezetőjét, Steve Christian polgármestert, Fletcher Christian közvetlen leszármazottját ötrendbeli, gyermekek elleni erőszak miatt bűnösnek találták, és három év szabadságvesztésre ítélték. Fia, Randy Christian szexuális erőszakért hat év börtönt kapott. Egy másik szigetlakót hasonló bűncselekményért öt, míg a 78 éves Len Brownt két év börtönre ítélték. Két másik vádlottat is bűnösnek találtak, de őket nem zárták be. A hetedik megvádolt férfit felmentették. A bűnösöket az adventista egyház már évekkel korábban kizárta a soraiból.

## Gazdaság
A szigeten önellátó gazdálkodás folyik. A halászat és az állattenyésztés mellett citrusféléket, dinnyét, banánt, mézet, kókuszdiót és zöldségféléket termelnek.
Legfontosabb bevételi forrásuk a bélyegkiadás, érmék, valamint kézművesipari termékek értékesítése.

## Lakosság

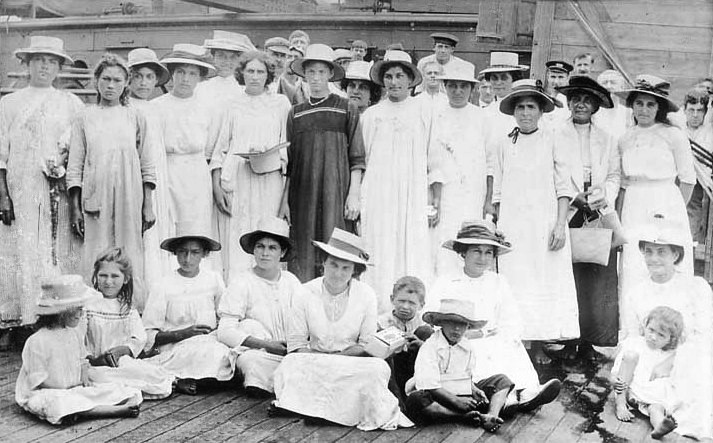
Pitcairn-iek 1916-ban

A Bounty matrózainak és tahiti feleségeik leszármazottai. A lakosság 1936-ban volt a legnagyobb, 250 fő.
| Év     | Lélekszám | Év   | Lélekszám | Év   | Lélekszám | Év   | Lélekszám | Év   | Lélekszám | Év   | Lélekszám |
| ------ | --------- | ---- | --------- | ---- | --------- | ---- | --------- | ---- | --------- | ---- | --------- |
| 1790   | 27        | 1880 | 112       | 1970 | 96        | 1992 | 54        | 2002 | 48        | 2012 | 48        |
| 1800   | 34        | 1890 | 136       | 1975 | 74        | 1993 | 57        | 2003 | 59        |      |           |
| 1810   | 50        | 1900 | 136       | 1980 | 61        | 1994 | 54        | 2004 | 65        |      |           |
| 1820   | 66        | 1910 | 140       | 1985 | 58        | 1995 | 55        | 2005 | 63        |      |           |
| 1830   | 70        | 1920 | 163       | 1986 | 68        | 1996 | 43        | 2006 | 65        |      |           |
| 1840   | 119       | 1930 | 190       | 1987 | 59        | 1997 | 40        | 2007 | 64        |      |           |
| 1850   | 146       | 1936 | 250       | 1988 | 55        | 1998 | 66        | 2008 | 66        |      |           |
| 1856*  | 193       | 1940 | 163       | 1989 | 55        | 1999 | 46        | 2009 | 67        |      |           |
| 1859** | 116       | 1950 | 161       | 1990 | 59        | 2000 | 51        | 2010 | 64        |      |           |
| 1870   | 70        | 1960 | 126       | 1991 | 66        | 2001 | 44        | 2011 | 67        |      |           |

* 1856 a Norfolk-szigetre költözés miatt Pitcairn kiürült.
** 1859 Visszatérés Norfolkról.

### Vallás
A sziget lakossága az utolsó megmaradt tengerész, Adams, által megtalált, olvasott és tanított Biblia elveit próbálta a sziget életébe átültetni. 
A hetednapi adventista misszió megérkezése (1890) után, 1894-ben a sziget teljes lakossága adventista lett.

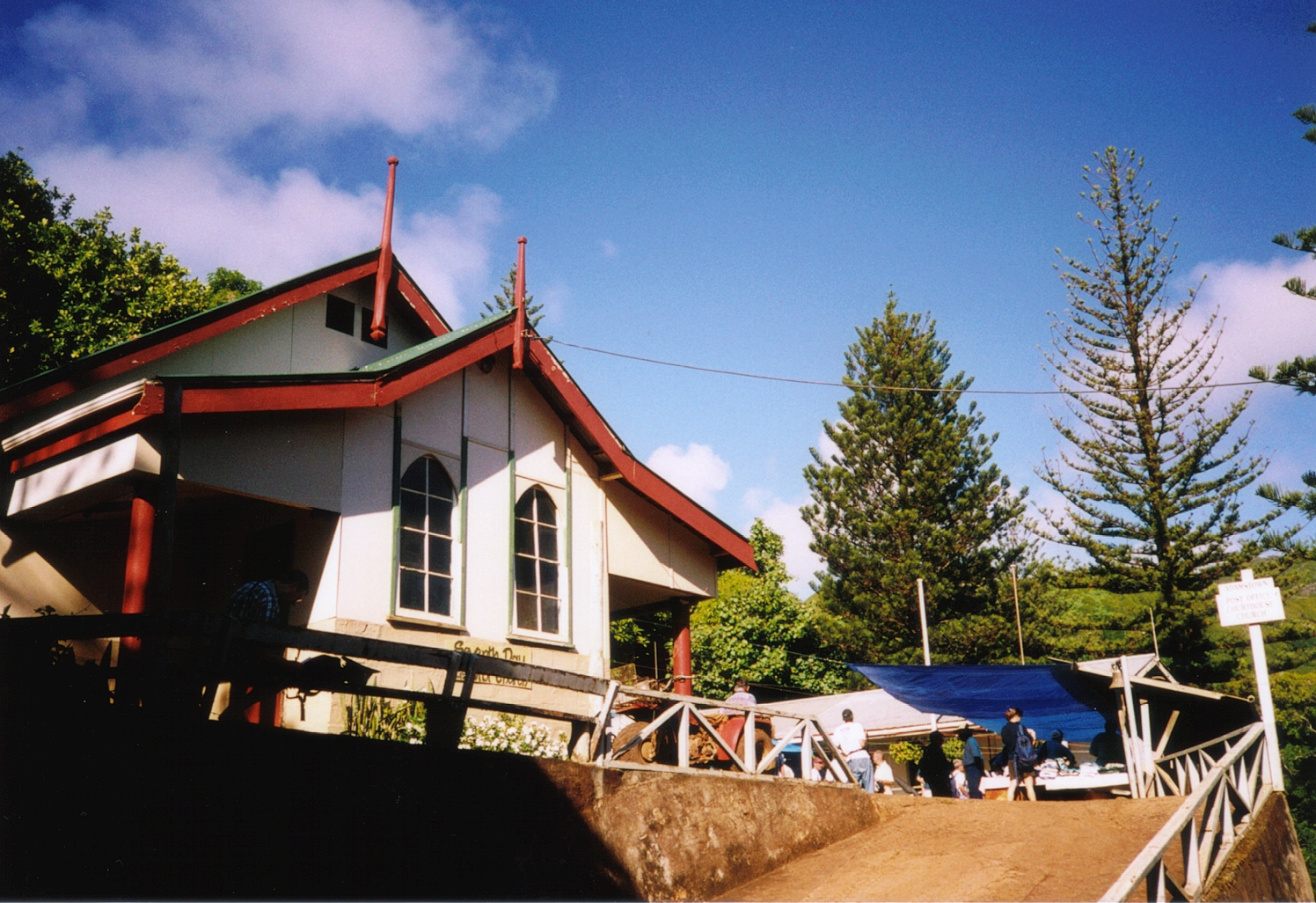
Az adventista imaház

Ma az egyetlen vallás és imaház a hetednapi adventista.
Az elmúlt évtizedekben csökkent az adventista gyülekezeti lélekszám, a 21. század elejére a sziget 40 fős lakossága közül a rendszeres imaházlátogatók száma mindössze nyolc fő volt. Többek tagságát keresztényhez méltatlan életvitelük miatt megszüntették.
2005 óta állandó lelkészi szolgálat van a szigeten. A 2021-es adatok alapján a szigeten hivatalosan (a 49 főből) 35 fő tagja van a Hetednapi Adventista Egyháznak.

### "Főváros"
Adamstown, a szigetek fővárosa, kb. félszáz állandó lakosával „a világ legkevesebb lakosú fővárosa” címet viseli.

## Hírközlés
A háztartások legtöbbjében van amatőr rádió, amivel kapcsolatban állnak a világgal, bár egyes hírek szerint rendelkeznek telefon-, és internet-hozzáféréssel is.

## Közlekedés
- Közutak hossza: 6 km
- Kikötők száma: 1

## Turizmus

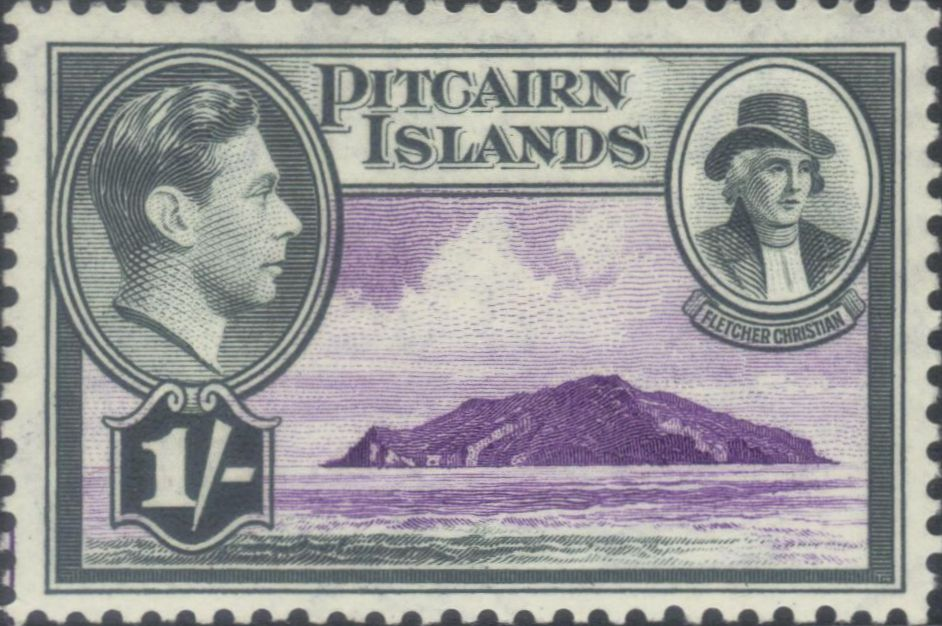
Pitcairn-szigeteki 1 shillinges (1/20 font sterling) postabélyeg VI. György király és Fletcher Christian portréjával.

A vízum 35 amerikai dollár.[mikor?]

### Megközelítése
A szigeteket nem könnyű megközelíteni, mert légi közlekedés nincs, a kb. 5300 km-es hajóút pedig Aucklandből egy hétig tart, és oda-vissza kb. 2000 USA dollárba kerül.
Másik megközelítési lehetőség a Francia Polinéziához tartozó Mangareva-sziget kikötőjéből induló hajókkal. Ez a hajóút 30 órás.
Évente kb. 12 kirándulóhajó is kiköt itt, illetve lehorgonyoz a szigettől kellő távolságban, ugyanis nincs kiépített kikötő. A partraszállás csónakokkal történik, ha nem túl viharos az óceán. Előfordulhat az is, hogy valaki eljut a Pitcairn-sziget Bounty-öblébe, de a viharos időjárás miatt nem tud partra szállni.

### Oltások
Kötelező oltás, ha fertőzött országból érkezik/országon át utazik valaki:
- Sárgaláz

## Hosszú távú tartózkodás
Lehet kérni munkavállalási vízumot, ideiglenes vagy hosszútávú tartózkodási engedélyt, sőt letelepedési engedélyt is. Ez utóbbi díja 500 új-zélandi dollár, de nem biztos a pozitív elbírálás.